# Diocesi di Parecopoli
La diocesi di Parecopoli (in latino: Dioecesis Paroecopolitana seu Partecopolitana) è una sede soppressa e sede titolare soppressa della Chiesa cattolica.

## Storia
Parecopoli, che le fonti antiche chiamano Particopoli, è un'antica sede vescovile della provincia romana di Macedonia nella diocesi civile omonima, suffraganea dell'arcidiocesi di Tessalonica. La diocesi non è menzionata in nessuna antica Notitia Episcopatuum.
Michel Le Quien attribuisce a questa antica diocesi due vescovi: Giona, che prese parte al concilio di Sardica nel 343/344; e Giovanni, che fu tra i padri del concilio di Calcedonia nel 451.
Parecopoli è stata per un breve periodo una sede vescovile titolare. Già menzionata come vacante negli Annuari Pontifici dell'Ottocento, ebbe come unico vescovo titolare Everard Ter Laak, che fu vicario apostolico della Mongolia Centrale (oggi diocesi di Chongli-Xiwanzi), nella prima metà del Novecento.

## Cronotassi dei vescovi greci
- Giona † (menzionato nel 343/344)
- Giovanni † (menzionato nel 451)

## Cronotassi dei vescovi titolari
- Everard Ter Laak, C.I.C.M. † (1º maggio 1914 - 5 maggio 1931 deceduto)